# 孙古朴
孙古朴（?—?），明朝民變將領。
洪武三年（1370年）九月，青州民孙古扑起事，自号黄巾，率众攻莒州，杀死同知牟鲁。后为青州明军镇压。